# Mellansjön (Källeryds socken, Småland)
Mellansjön är en sjö i Gnosjö kommun i Småland och ingår i Nissans huvudavrinningsområde. Sjön är 10 meter djup, har en yta på 0,0921 kvadratkilometer och befinner sig 196,2 meter över havet. Sjön avvattnas av vattendraget Källerydsån. Vid provfiske har abborre, gädda, mört och sutare fångats i sjön.

## Delavrinningsområde
Mellansjön ingår i det delavrinningsområde (636671-136928) som SMHI kallar för Mynnar i Vikaresjön. Medelhöjden är 200 meter över havet och ytan är 40,52 kvadratkilometer. Det finns inga delavrinningsområden uppströms utan avrinningsområdet är högsta punkten. Källerydsån som avvattnar avrinningsområdet har biflödesordning 2, vilket innebär att vattnet flödar genom totalt 2 vattendrag innan det når havet efter 135 kilometer. Delavrinningsområdet består mestadels av skog (80 procent). Avrinningsområdet har 1,11 kvadratkilometer vattenytor vilket ger det en sjöprocent på 2,7 procent. Bebyggelsen i området täcker en yta av 0,21 kvadratkilometer eller 1 procent av avrinningsområdet.